# Getal van Stefan
Het getal van Stefan is een dimensieloos getal dat de verhouding tussen warmteoverdracht door straling en geleiding weergeeft
{\displaystyle Sf={\frac {\sigma LT^{3}}{k}}}
σ = Stefan-Boltzmann constant [W m−2 K−4]
L = karakteristieke lengte [m]
T = temperatuur [K]
k = thermische geleidbaarheid [W m−1 K−1]
Het getal is genoemd naar Jožef Štefan (1835-1893) een Sloveense wetenschapper op het gebied van wis- en natuurkunde.